# 郭文珺
郭文珺（1984年6月22日—），出生于陝西西安，中华人民共和国国家射击队运动员、2008年北京奥运会、2012年伦敦奥运会冠军。

## 生涯

### 早年
1997年10月，郭文珺在西安市業餘軍體育學校接受射擊訓練。2003年的第五届城运会上，郭文珺仅获得第九名，这样的成绩让她心灰意冷，曾一度放弃训练，在一家体育服装店打工。2005年，在家人和教练黄彦华鼓励下，郭文珺重回射击训练场；当年12月，加入陕西省射击队。2006年8月，入选中国国家射击队。

### 入選國家隊
2006年，郭文珺获得全运赛女子團體10米气步枪冠军、个人10米气步枪小项第三。隨後的第三站和第四站全國射擊系統賽中，她贏得女子個人10米氣手槍小項冠軍及亞軍。同年的多哈亚洲运动会，她在12月3日進行的女子团体10米气手枪小項中，与陶璐娜和陳穎以1161環奪得金牌。同日，她以389环，获得了女子10米气手枪银牌。
2007年，郭文珺於澳洲悉尼站世界杯中的女子個人10米氣手槍小項最終排名第4。

### 世界冠軍
2008年，郭文珺连续获得三个世界杯分站赛的冠军。在北京奥运会上，她在10米氣手槍比赛中，以资格赛第二名的成绩晋级决赛，并最终逆转局势，打破奥运会纪录，并以492.3环的成绩夺冠，为中国夺得北京奥运会第三金。2010年9月25日，郭文珺和曾经在陕西队训练时的队友杜雷结婚，中国国家射击队总教练王义夫为证婚人；两人于2011年11月，在西安生下一女。
初为人母的郭文珺，带着新生女儿坚持训练，备战2012伦敦奥运会。在国家射击队的三场选拔赛中，郭文珺场场都发挥精彩，豪无悬念地拿到奥运会参赛资格。在7月29日进行的女子10米气手枪比赛中，郭文珺以资格赛第一名的成绩晋级，但在决赛中状态发挥略有起伏，最终在最后一枪打出10.8环、总成绩488.1环，实现逆转并成功卫冕，为中国代表团夺得第5金。她也成为了中国射击队奥运史上，第二位成功卫冕冠军的运动员。
2016年里约奥运会中，郭文珺在女子10米气手枪资格赛中表现欠佳，只打出378环的成绩，无缘决赛。

### 退役
2019年，她担任陕西省射击射箭运动管理中心副主任。2021年7月17日，中华人民共和国第十四届全国运动会和残特奥会圣火采集仪式在延安市宝塔山星火广场举行，郭文珺担任采火手。